# Domenico Mordini
Domenico Mordini (Genova, 7 aprile 1898 – Genova, 12 marzo 1948) è stato un velista italiano, vincitore della medaglia d'oro nella vela (classe 8 metri) ai Giochi olimpici di Berlino 1936 in equipaggio con Bruno Bianchi, Luigi De Manincor, Giovanni Reggio, Luigi Poggi ed Enrico Poggi.

## Carriera
I Giochi olimpici di Berlino 1936 furono l'unica Olimpiade disputata in carriera.

## Palmarès
| Anno | Manifestazione  | Sede    | Risultato | Gara           |
| ---- | --------------- | ------- | --------- | -------------- |
| 1936 | Giochi olimpici | Berlino | Oro       | Classe 8 metri |